# Толгоек
Толгоек — село в Чемальском муниципальном районе Республике Алтай России, входит в  Чемальское сельское поселение.

## География
Село расположено к югу от Горно-Алтайска, в долине реки Катуни.

## История
Изначально поселение задумывалось как посёлок строителей Катунской ГЭС. Однако после того, как проект строительства ГЭС был отменён, планы по развитию поселения были свёрнуты.

## Население
| 2010 | 2011 | 2012 | 2013 | 2014 | 2015 | 2016 |
| ---- | ---- | ---- | ---- | ---- | ---- | ---- |
| 142  | →142 | →142 | ↗150 | ↗159 | ↗161 | ↘153 |